# Glabellula binotata
Glabellula binotata is een vliegensoort uit de familie van de Mythicomyiidae. De wetenschappelijke naam van de soort is voor het eerst geldig gepubliceerd in 1984 door Hall and Evenhuis.